# Jönssonligan spelar högt
Jönssonligan spelar högt er en svensk komediefilm fra 2000, der er instrueret af Thomas Ryberger. Filmen er den ottende og sidste film i den originale serie om Jönssonligan, som er en svensk fortolkning af den danske filmserie Olsen-banden.
Filmen blev efterfulgt af Jönssonligan – Den perfekta stöten i 2015, dog med nye skuespillere.

## Medvirkende (i udvalg)
- Johan Ulveson som Sven-Ingvar Jönsson
- Ulf Brunnberg som Ragnar Vanheden
- Björn Gustafson som Dynamit-Harry
- Margreth Weivers som mormor Jönsson
- Birgitta Andersson som Doris
- Per Grundén som Wall-Enberg
- Weiron Holmberg som Bøffen
- Helge Skoog som operachef
- Johan Rabaeus som Signore
- Dan Ekborg som tenoren Bajron
- Rolf Skoglund som iscenesætter
- Ulf Larsson som sig selv
- Niklas Falk som overtjener
- Lars-Åke Wilhelmsson som Babsan